# 김태호 (1992년)
김태호(한국 한자: 金俊鎬, 1992년 6월 5일 ~ )는 대한민국의 전 축구 선수이다.

## 선수 경력
2015년 자유계약으로 전북 현대 모터스에 입단했다. 최은성 전북 코치는 뛰어난 순발력과 적극적인 경기운영 및 수비 리딩 능력, 판단력 등 골키퍼로서 많은 능력들을 갖췄다고 평가하며 기대를 나타냈다. 2018시즌을 앞두고 대구 FC로 이적했다.
2018 시즌을 끝으로 무릎부상으로 인해 프로생활을 마감하였다.

## 기타
김태호는 대학시절까지 이름이 김준호였으나 전북에 입단하면서 김태호로 개명했다.